# Concours international de chant-piano Nadia et Lili Boulanger
Le Concours international de chant-piano Nadia et Lili Boulanger est un concours international de musique distinguant des duos de pianistes et de chanteurs ou chanteuses lyriques, créé par le Centre international Nadia et Lili Boulanger en 2001. Rendant hommage aux sœurs Boulanger, Nadia la professeure de composition et Lili la compositrice, il se déroule tous les deux ans.

## Lauréats

### Concours 2001
Les lauréats du concours 2001 sont :
- prix de chant : Christian Immler (baryton)
- prix de piano : Anne Le Bozec
- prix de duo chant-piano : non attribué

### Concours 2003
Les lauréats du concours 2003 sont :
- prix de chant : Yumiko Tanimura (soprano)
- prix de piano : Juliane Ruf
- prix de duo chant-piano : non attribué

### Concours 2005
Les lauréats du concours 2005 sont :
- prix de chant : Nathalie Gaudefroy (soprano)
- prix de piano : Eildert Beeftink
- prix de duo chant-piano : Nathalie Gaudefroy et Eildert Beeftink

### Concours 2007
Les lauréats du concours 2007 sont :
- prix de chant : Edwin Crossley-Mercer (baryton)
- prix de piano : Karolos Zouganelis
- prix de duo chant-piano : Edwin Crossley-Mercer (baryton) et Michaël Guido, et Shigeko Hata (soprano) et Karolos Zouganelis, ex aequo

### Concours 2009
Le 5e Concours international de piano Nadia et Lili Boulanger se déroule en 2009. Delphine Dussaux se présente en duo avec Irina de Baghy. Les lauréats sont :
- prix de chant : Irina de Baghy (mezzo-soprano)
- prix de piano : Tristan Raës
- prix de duo chant-piano : non attribué

### Concours 2011
Les lauréats du concours 2011 sont :
- prix de chant : Damien Pass (baryton-basse)
- prix de piano : Marek Ruszczynski
- prix de duo chant-piano : Raquel Camarinha (soprano) et Satoshi Kubo

### Concours 2013
Les lauréats du concours 2013 sont :
- Grand prix de duo chant-piano : Chiara Skerath (soprano) et Mary Olivon
- prix de lied : Samuel Hasselhorn (baryton) et Pierre-Yves Hodique
- prix de mélodie : Clémentine Decouture (soprano) et Nicolas Chevereau

### Concours 2015
Les lauréats du concours 2015 sont, :
- Grand prix de duo chant-piano : Marie Perbost (soprano) et Joséphine Ambroselli Brault (piano)
- prix de lied : Marta Fontanals (mezzo-soprano) et Ricardo Gosalbo (piano)
- prix de mélodie : Adèle Charvet (mezzo-soprano) et Florian Caroubi (piano)

### Concours 2017
Les lauréats du concours 2017 sont, :
- Grand prix de duo chant-piano : Ambroisine Bré (mezzo-soprano) et Qiaochu Li
- prix de lied : Sophia Burgos (soprano) et Daniel Gerzenberg
- prix de mélodie : Marie-Laure Garnier (soprano) et Célia Oneto Bensaid

### Concours 2019
Le 10e concours international de chant et de piano Nadia et Lili Boulanger se déroule du 5 au 8 décembre 2019 au Conservatoire national supérieur d'art dramatique à Paris,,.
Les lauréats du concours 2019 sont, :
- Grand prix de duo chant-piano : Erika Baikoff (soprano) et Gary Beecher
- prix de lied : Ekaterina Chayka-Rubinstein (mezzo-soprano) et Maria Yulin
- prix de mélodie : Ronan Caillet (ténor) et Malte Schäfer

### Concours 2021
Les lauréats du concours 2021 sont, :
- Grand prix de duo chant-piano : Axelle Fanyo (soprano) et Adriano Spampanato
- prix de lied : Adrien Fournaison (baryton) et Natalia Yeliseyava
- prix de mélodie : Flore Van Meerssche (soprano) et Gyeongtaek Lee
- prix Déodat de Séverac : Anne-Lise Polchlopek (mezzo-soprano) et Elenora Pertz

### Concours 2023
Les lauréats du concours 2023 sont, :
- Grand prix de duo chant-piano : Tomas Kildišius (baryton) et Gustas Raudonius
- prix de mélodie : Florian Störtz (baryton-basse) et Mark Rogers
- prix de lied : Hanne Marit Mordal Iversen (soprano) et Revaz Abramia
- prix du CNLB : Camille Chopin (soprano) et Héloïse Bertrand-Oleari